# Cholomiza tanypus
Cholomiza tanypus är en fjärilsart som beskrevs av Louis Beethoven Prout 1916. Cholomiza tanypus ingår i släktet Cholomiza och familjen mätare. Inga underarter finns listade i Catalogue of Life.